# کداک ایزی‌شر دیایکس۶۴۴۰
کداک ایزی‌شر دیایکس۶۴۴۰ (به انگلیسی: Kodak EasyShare DX6440) یک دوربین عکاسی ساخت شرکت کداک است.